# الصومال البريطاني
الصومال البريطاني محمية بريطانية سابقة تقع في شرق إفريقيا، في شمال غرب منطقة الصومال الحالية بجنوب خليج عدن في القرن الأفريقي. في عام 1960 دمجت مع الصومال الإيطالي ليتشكل الصومال.
في القرون الوسطى كانت سلطنة عربية قوية، اسمها سلطنة عدل أو عودل الإسلامية كأحدى الممالك العربية الإسلامية المشهورة بالطراز الإسلامي وفي القرن 17 تمزقت. في بداية القرن 19 سيطرت بريطانيا على سواحلها، ولكن بريطانيا لم تحصل على السيطرة الرسمية الكاملة إلا بعد أخذها من مصر في عام 1884. في خلال الحرب العالمية الثانية كان الصومال البريطاني تحت سيطرة الإيطاليين حتى استعادت بريطانيا سيطرتها مره أخرى عليه وأعلن الإقليم الاستقلال في 26 يوليو 1960 وبعدها بايام اتحدت مع ما عُرف بالصومال الإيطالي جنوب الصومال، لتكوين الجمهورية الصومالية

## التاريخ
في أواخر القرن التاسع عشر، وقّعت المملكة المتحدة اتفاقيات مع عشائر الغدابورسي والعيسى وهبر عوال وجرحجيس وعراب وهبر جَعلو والورسنجلي لإنشاء محمية بريطانية. وقّعت العديد من هذه العشائر اتفاقيات الحماية مع البريطانيين ردًا على غزوات الإمبراطور الإثيوبي منليك الثاني. نصت الاتفاقيات على حماية حقوق الصوماليين والحفاظ على استقلالهم.
كانت بريطانيا تدير المحمية من عدن، وتخضع إدارتها للمستعمرة البريطانية في الهند حتى عام 1898. بعد ذلك، أصبحت تُدار من قبل وزارة الخارجية البريطانية حتى عام 1905، ثم انتقلت إدارتها إلى وزارة المستعمرات.
بشكل عام، لم تُبدِ بريطانيا اهتمامًا كبيرًا بالمنطقة الفقيرة بالموارد. كانت الأهداف المعلنة من إنشاء المحمية هي: «تأمين سوق تمويني، وكبح تجارة العبيد، ومنع تدخل القوى الأجنبية». نظر البريطانيون إلى المحمية بشكل رئيسي كمصدر لإمدادات اللحوم إلى مستعمرتهم في عدن، من خلال الحفاظ على النظام في المناطق الساحلية وحماية طرق القوافل من الداخل. من هنا جاءت تسمية المنطقة بـ«مسلخ عدن». لم تمتد البنية الإدارية الاستعمارية البريطانية إلى ما بعد المناطق الساحلية، وهو ما يُميز التجربة الاستعمارية البريطانية في صوماليلاند عن التجربة الأكثر تدخلًا في الصومال الإيطالي.

### ثورة الدراويش
بدأت في عام 1899 مقاومة مسلحة طويلة قادتها حركة الدراويش، ما اضطر البريطانيين إلى إنفاق موارد بشرية وعسكرية كبيرة لاحتوائها. قاد الحركة الشيخ الصومالي محمد بن عبد الله حسن، الذي أطلق عليه البريطانيون لقب «الملا المجنون». أطلقت عدة حملات عسكرية ضد حسن والدراويش قبل الحرب العالمية الأولى، لكنها باءت بالفشل.
في 9 أغسطس 1913، تعرضت وحدة «شرطة الجمال في صوماليلاند» لهزيمة قاسية في معركة «دُول مَدوبَه» على يد قوات الدراويش، حيث قتل أو جُرح 57 من أصل 110 جنديًا، بمن فيهم القائد البريطاني الكولونيل ريتشارد كورفيلد.
في عام 1914، أنشأت بريطانيا «فيلق جمال صوماليلاند» للمساعدة في حفظ النظام في المحمية.
في عام 1920، أطلقت بريطانيا حملتها الخامسة والأخيرة ضد حسن وأتباعه. باستخدام تكنولوجيا الطائرات الحربية الحديثة حينها، نجحت في إنهاء نضاله المستمر لأكثر من عشرين عامًا. خدعت القوات البريطانية حسن لإقناعه بالتحضير لزيارة رسمية، ثم شنت غارات جوية على مدينة تَليح، حيث تمركز معظم مقاتليه، ما أجبره على الفرار إلى الصحراء. فرّ حسن وأنصاره إلى إقليم أوغادين، حيث توفي عام 1921.

### فيلق جمال صوماليلاند
فيلق جمال صوماليلاند، ويُعرف أيضًا باسم فيلق الجمال الصومالي، كان وحدة تابعة للجيش البريطاني متمركزة في صوماليلاند البريطانية. استمر وجوده من أوائل القرن العشرين حتى عام 1944. كان لجنود هذا الفيلق زيّ مميز يعتمد على الزي العسكري البريطاني القياسي بلون الكاكي، لكنه تضمن سترة من الصوف المحبوك، ورقعًا من القماش على الأكتاف. كان الجنود يرتدون السراويل القصيرة مع جوارب صوفية تُلف بأشرطة بالإضافة إلى «تشبليس»، وهي صنادل تقليدية، أو أحذية أو حفاة. كانت معداتهم تتضمن حزام ذخيرة جلدي يُرتدى على الكتف، وحزام خصر جلدي.
كان الضباط يرتدون خوذات استوائية وزيًا عسكريًا من قماش الكاكي، بينما كان الجنود الآخرون يرتدون قبعة تُعرف باسم «كُله» مع «باغري»، وهي شريط من القماش يُلف حول الجزء العلوي من القبعة أو الخوذة ويُترك طرفه ليتدلى على الظهر لتوفير الظل للرقبة.

## صوماليلاند البريطانية 1920–1930
بعد هزيمة مقاومة الدراويش، أصبح الهدفان الأساسيان للسياسة البريطانية في صوماليلاند البريطانية هما الحفاظ على الاستقرار، وتحقيق الاكتفاء الذاتي الاقتصادي للمحمية. لكن الهدف الثاني ظل بعيد المنال بسبب مقاومة السكان المحليين للضرائب التي كان من الممكن استخدامها لدعم إدارة المحمية. بحلول ثلاثينات القرن العشرين، امتد الوجود البريطاني إلى أجزاء أخرى من صوماليلاند البريطانية. أدى النمو في التجارة التجارية إلى انتقال بعض رعاة الماشية من الاقتصاد الرعوي إلى الاستقرار في المناطق الحضرية. كما ساعدت ضرائب الجمارك في تمويل دوريات البحرية البريطانية الهندية على ساحل البحر الأحمر الصومالي.
من بين الوحدات العسكرية المتواجدة في صوماليلاند البريطانية خلال فترة ما بين الحربين، كانت هناك كتيبة من الجيش الهندي تُعرف باسم «الكتيبة الرابعة من غريناديري بومباي».

### الغزو الإيطالي
في أغسطس 1940، وأثناء حملة شرق إفريقيا في الحرب العالمية الثانية، قامت إيطاليا بغزو صوماليلاند البريطانية. حاولت القوات البريطانية القليلة المتواجدة الدفاع عن الطريق الرئيسي المؤدي إلى مدينة بربرة، لكنها اضطرت إلى الانسحاب بعد خسارتها معركة «توق أرجن». خلال هذه الفترة، قامت بريطانيا بإجلاء الجنود والمسؤولين الحكوميين من الأراضي عبر ميناء بربرة، وتم إجلاء نحو 7000 شخص، بمن فيهم مدنيون. عُرض على الجنود الصوماليين الذين يخدمون في فيلق جمال صوماليلاند خيار الإجلاء أو الحل، فاختار معظمهم البقاء وسمح لهم بالاحتفاظ بأسلحتهم.
في مارس 1941، وبعد احتلال إيطالي دام ستة أشهر، استعادت القوات البريطانية المحمية خلال «عملية أبيرنس». في خريف عام 1943، توقفت آخر بقايا حركة المقاومة الإيطالية في صوماليلاند البريطانية عن القتال.

### السياسة
حتى عام 1898، كانت صوماليلاند تُدار من قبل المندوب البريطاني في عدن بوصفها تابعة لحكومة الهند البريطانية. منذ عام 1898 أصبحت تحت إشراف وزارة الخارجية البريطانية، ومن عام 1905 فصاعدًا (باستثناء فترة الإدارة العسكرية بعد الغزو الإيطالي وحتى عام 1948)، أصبحت تُدار من قبل وزارة المستعمرات. حتى عام 1957، كانت السلطتان التنفيذية والتشريعية محصورتين بالكامل في يد الحاكم، رغم أنه كان لديه مجلس استشاري غير رسمي يقدّم له المشورة. في عام 1947، تم إنشاء «مجلس استشاري للمحمية» على أساس قبلي، وضمّ ممثلين عن جماعات أخرى بالإضافة إلى أعضاء رسميين.
في عام 1957، تم إنشاء «مجلس تشريعي» و«مجلس تنفيذي». بدءًا من عام 1959، بدأت تُجرى انتخابات لاختيار أعضاء المجلس التشريعي. تم إدخال دستور جديد في عام 1960، قبيل الاستقلال بقليل.

### جمهورية صوماليلاند
في عام 1991، وبعد حرب أهلية دامية من أجل الاستقلال في الجزء الشمالي من الجمهورية الديمقراطية الصومالية، أعلنت المنطقة التي كانت سابقًا تُعرف بصوماليلاند البريطانية استقلالها. في مايو 1991، تم إعلان قيام «جمهورية صوماليلاند»، حيث اعتبرت الحكومة المحلية نفسها الوريثة لصوماليلاند البريطانية وكذلك لدولة صوماليلاند. مع ذلك، لا يزال استقلال صوماليلاند غير معترف به من قِبل أي دولة عضو في الأمم المتحدة.

## أعلام
- حسن جوليد أبتيدون